# أيدسبرغ

شعار بلدية أيدسبرغ

أَيْدِسْبَرْغ (بالنرويجية: Eidsberg، من اللغة الإسكندنافية القديمة: Eiðsberg، من eið أي الممرّ حول الشلال، وberg أي الجبل) بلدية نرويجية تقع بمقاطعة أستفلد، عاصمتها هي ميسن.

## أعلام
- أوتو روغ
- بيرنت مايكل هولمبو